# Bikinia durandii
Bikinia durandii là một loài thực vật có hoa trong họ Đậu. Loài này được (F.Halle & Normand) Wieringa miêu tả khoa học đầu tiên.